# Софим
Софим, Сотим (I век до н. э.) — фракийский царь, во время Первой Митридатовой войны опустошивший Македонию.
О фракийском царе Софиме известно из сообщения Павла Орозия. Во время Первой Митридатовой войны (89 — 85 годы до н. э.) фракийцы под предводительством Софима вторглись в Македонию и разграбили её. Однако затем Софим был разбит римским претором Гаем Сентием и был вынужден вернуться на родину.
По мнению Ф. Уолбэнка, вероятно, фракийцев подстрекал понтийский царь Митридат VI Евпатор. Возможно, Софим был правителем медов. Согласно Плутарху, Сулла накануне заключения с Митридатом мира в 85 году до н. э. со своей армией вступил в земли медов и сильно их опустошил.